# Autopista central de Tunísia
L'Autopista central de Tunísia o Autopista A3, és la via que ha d'unir Tunis amb la frontera algeriana. De moment arriba a la vila de Oued Zarga (66,3 km). El primer tram fins a Medjez El Bab es va obrir el juliol del 2005 i fins a Oued Zarga es va obrir el 20 de febrer del 2006. De moment els llocs de pagament estan instal·lats però encara no es paga. L'estació principal de pagament serà a El Fejja, i hi haurà quatre sortides més. Ha d'arribar a Béja i Jendouba i finalment a la frontera algeriana.